# Achille Grassi
Achille Grassi (Bologna, 16 febbraio 1456 – Roma, 22 novembre 1523) è stato un cardinale e vescovo cattolico italiano.

## Biografia

Stemma della famiglia Grassi

Nacque a Bologna nel 1456, da una famiglia aristocratica, figlio del patrizio bolognese Baldassare Grassi e di Orsina Bocchi: si addottorò in utroque iure presso l'Università di Bologna.
Vescovo di Città di Castello dal 14 febbraio 1506, papa Giulio II lo creò cardinale presbitero del titolo di San Sisto nel concistoro del 10 marzo 1511 (in seguito optò per il titolo di Santa Maria in Trastevere): il 30 maggio 1511 venne trasferito alla sede di Bologna, alla quale nel 1521 si aggiunse anche la sede di Pomesania.
Dal 1518 ricoprì la carica di camerlengo del Sacro Collegio dei Cardinali.
Il 17 settembre 1520 è ponente la causa dell'erezione della Diocesi di Sansepolcro nel concistoro presieduto da papa Leone X.
Morì il 22 novembre 1523, tre giorni dopo l'elezione di Clemente VII, all'età di 67 anni, e venne sepolto in Santa Maria in Trastevere.

## Genealogia episcopale e successione apostolica
La genealogia episcopale è:
- Cardinale Guillaume d'Estouteville, O.S.B.Clun.
- Papa Sisto IV
- Papa Giulio II
- Cardinale Achille Grassi

La successione apostolica è:
- Vescovo Heinrich Negelin (Nagele) (1507)
- Vescovo Paride Grassi (1513)